# رینگو کانتیلو
رینگو کانتیلو (انگلیسی: Ringo Cantillo؛ زادهٔ ۲۱ مهٔ ۱۹۵۶) بازیکن فوتبال اهل ایالات متحده آمریکا است.
از باشگاه‌هایی که در آن بازی کرده‌است می‌توان به تیم ملی فوتبال ایالات متحده آمریکا اشاره کرد.
وی همچنین در تیم ملی فوتبال United States بازی کرده‌است.